# Soera De Vrijdag
Soera De Vrijdag (Bijeenkomst) is een soera van de Koran.
De soera is vernoemd naar de vrijdag, de dag van bijeenkomst, zoals ook te vinden in aya 9. Het roept op om deze bijeenkomst te bezoeken. Ook de joden en hun godsdienst worden genoemd.
Deze soera wordt met Soera Het IJzer, Soera De Opdrijving, Soera De Strijdplaats en Soera Het Bedrog de lofprijzenden genoemd.